# Modernização conservadora
Modernização conservadora é  um conceito elaborado por Barrington Moore Jr. para retratar o caso de desenvolvimento capitalista na Alemanha e no Japão. A revolução burguesa, bem como o processo de industrialização desses países,  fez-se através de um  pacto político  entre a burguesia industrial e a oligarquia rural - pacto orquestrado no interior do Estado -, sem rupturas violentas. Os Junkers alemães, no caso da Alemanha, conseguiram controlar a transição para a modernidade sem se contrapor a ela e sem deixar de estimulá-la, sobretudo no que se refere à industrialização, e  sem tampouco perder o controle do campo - mantendo suas propriedades herdadas do período feudal.
Barrington Moore identifica três vias possíveis para se chegar à modernidade, desde o mundo pré-industrial: :13-15 a democrática, a autoritária e a socialista  revolucionária. A primeira levou à construção de sociedades capitalistas e democráticas na Inglaterra, na França e nos Estados Unidos. Já a segunda, também capitalista, "na ausência de um forte surto revolucionário, passou através de formas políticas reacionárias até culminar com o fascismo."  O terceiro caminho foi o comunismo, que se desenvolveu na Rússia e na China.
A abordagem da modernização conservadora  abriu  uma interessante linha de interpretação dos processos de construção do Estado e da modernização capitalista, tanto nos países centrais, quanto  na América Latina. No Brasil, o livro de Moore teve grande impacto, especialmente porque a segunda das três vias para a modernidade parecia se encaixar perfeitamente na trajetória brasileira. O conceito foi utilizado para explicar o desenvolvimento econômico do país pós-1964, entendido como um processo de modernização que não destruiu os elementos tradicionais, provenientes da antiga sociedade pré-industrial, e no qual os proprietários rurais permaneceram no centro do poder político (ver: Milagre econômico brasileiro).
Na agricultura, a expressão clássica da modernização conservadora é a revolução verde, ou segunda revolução agrícola, em que a produção agrícola foi modernizada, por meio de implementos agrícolas, pacotes agroquímicos, sementes modificadas, etc., mas a estrutura agrária foi mantida. Segundo Alberto Passos Guimarães, a estratégia de modernização conservadora, "diferentemente da reforma agrária, tem por objetivo o crescimento da produção agropecuária mediante a renovação tecnológica, sem que seja tocada ou grandemente alterada a estrutura agrária."
A formulação sobre a modernização conservadora  apresenta pontos de contato com o conceito de "revolução passiva", elaborado por Gramsci nos Cadernos do Cárcere, quando o autor analisa a continuidade na passagem do Risorgimento (1815-1871) ao fascismo (1922-1943), ou seja, de uma  revolução passiva  a outra.  :108 Na sequência das transformações sociais, econômicas e políticas que marcaram o processo de unificação italiana, a necessidade de inserção da economia do país no circuito europeu estimula a unificação das elites econômicas nacionais, que se associam ao Estado. Este assume uma política de modernização conservadora que se propõe estabelecer novas bases institucionais de modo a promover o crescimento da economia, conquanto preservadas as desigualdades, bem como  privilégios e favores: "o poder do Estado preocupou-se apenas com o desenvolvimento, mesmo doentio, do capital industrial: proteções, prêmios, favores de todo tipo e de toda medida [...] O poder do Estado defendeu selvagemente o capital financeiro."  Gramsci também aplicou aquele mesmo conceito  à URSS, após o fracasso da NEP e o advento do stalinismo. O autor percebe esse momento como uma regressão da URSS ao momento "econômico-corporativo", incapaz de gerar uma nova hegemonia e suscitando apenas uma  revolução passiva específica do Oriente.